# 田颂九
田颂九（1941年10月—），男，江苏苏州人，中国药品仪器分析专家，曾任中国药品生物制品检定所研究员，中国药学会常务理事，药典委员会委员。